# Evgenij Baškirov
Evgenij Olegovič Baškirov (in russo Евгений Олегович Башкиров?; Leningrado, 6 luglio 1991) è un calciatore russo, centrocampista del Gnistan.

## Statistiche

### Presenze e reti nei club
Statistiche aggiornate al 30 maggio 2019.
| Stagione               | Squadra                | Campionato             | Campionato | Campionato | Coppe nazionali | Coppe nazionali | Coppe nazionali | Coppe continentali | Coppe continentali | Coppe continentali | Altre coppe | Altre coppe | Altre coppe | Totale | Totale | Totale |
| Stagione               | Squadra                | Comp                   | Pres       | Reti       | Comp            | Pres            | Reti            | Comp               | Pres               | Reti               | Comp        | Pres        | Reti        | Pres   | Reti   |        |
| ---------------------- | ---------------------- | ---------------------- | ---------- | ---------- | --------------- | --------------- | --------------- | ------------------ | ------------------ | ------------------ | ----------- | ----------- | ----------- | ------ | ------ | ------ |
| 2012-2013              | Tom’ Tomsk             | PFN Ligi               | 11         | 0          | CR              | 1               | 0               | -                  | -                  | -                  | -           | -           | -           | 12     | 0      |        |
| 2013-2014              | Tom’ Tomsk             | PL                     | 22+2       | 1+1        | CR              | 2               | 0               | -                  | -                  | -                  | -           | -           | -           | 26     | 2      |        |
| 2014-2015              | Tom’ Tomsk             | PFN Ligi               | 33+2       | 3          | CR              | 1               | 0               | -                  | -                  | -                  | -           | -           | -           | 36     | 3      |        |
| 2015-2016              | Tom’ Tomsk             | PFN Ligi               | 30+2       | 0+1        | CR              | 1               | 0               | -                  | -                  | -                  | -           | -           | -           | 33     | 1      |        |
| Totale Tom’ Tomsk      | Totale Tom’ Tomsk      | Totale Tom’ Tomsk      | 96+6       | 4+2        |                 | 5               | 0               |                    | -                  | -                  |             | -           | -           | 107    | 6      |        |
| 2016-2017              | Kryl'ja Sovetov        | PL                     | 22         | 0          | CR              | 1               | 0               | -                  | -                  | -                  | -           | -           | -           | 23     | 0      |        |
| 2017-2018              | Kryl'ja Sovetov        | PFN Ligi               | 32         | 1          | CR              | 3               | 1               | -                  | -                  | -                  | -           | -           | -           | 35     | 2      |        |
| 2018-gen. 2019         | Kryl'ja Sovetov        | PL                     | 15         | 0          | CR              | 2               | 0               | -                  | -                  | -                  | -           | -           | -           | 17     | 0      |        |
| Totale Kryl'ja Sovetov | Totale Kryl'ja Sovetov | Totale Kryl'ja Sovetov | 60         | 1          |                 | 4               | 1               |                    | -                  | -                  |             | -           | -           | 64     | 2      |        |
| gen-giu 2019           | Rubin                  | PL                     | 22         | 1          | CR              | 1               | 0               |                    | -                  | -                  |             | -           | -           | 23     | 1      |        |
| Totale carriera        | Totale carriera        | Totale carriera        | 193        | 8          |                 | 11              | 1               |                    | -                  | -                  |             | -           | -           | 205    | 9      |        |